# Otto Kopischke
Otto Kopischke (ur. 1900, zm. ?) – zbrodniarz nazistowski, członek załogi niemieckiego obozu koncentracyjnego Mauthausen-Gusen i SS-Rottenführer.
Z zawodu strażnik miejski. Członek NSDAP i Waffen-SS. Służbę w kompleksie Mauthausen rozpoczął w obozie głównym 11 września 1941 i pozostał tam do 15 sierpnia 1942. Następnie pełnił służbę w podobozie Brettstein (15 sierpnia – 11 grudnia 1942), ponownie w obozie głównym (11 grudnia – 23 grudnia 1942), w podobozie St. Lambrecht (23 grudnia 1942 – 12 kwietnia 1943), w podobozie Gross-Raming (17 kwietnia – 18 lipca 1943), w podobozie Wiener-Neudorf (15 sierpnia – 11 listopada 1943), po raz trzeci w obozie głównym Mauthausen (11 listopada 1943 – 12 stycznia 1944) oraz w podobozie Ebensee (12 stycznia 1944 – 6 maja 1945).
Otto Kopischke został osądzony w procesie załogi Mauthausen-Gusen (US vs. Kaspar Götz i inni) i skazany na karę dożywotniego pozbawienia wolności. Został uznany za winnego zamordowania więźnia narodowości jugosłowiańskiej 15 czerwca 1943 podczas służby w Gross-Raming. Jak ustalił trybunał, Kopischke najpierw poszczuł ofiarę psem, a następnie osobiście zakatował ją na śmierć.